# Richting Engeland
Richting Engeland is een Nederlandse film uit 1993 van André van Duren. Het scenario is van de hand van Peter van Gestel en Willem Wilmink. De film kreeg als internationale titel mee Heading for England. Het verhaal is grotendeels gebaseerd op het leven van bovengenoemde schrijver Willem Wilmink.

## Verhaal
Hans kijkt terug op zijn leven, vooral de periode in de jaren vijftig. Zijn examenjaar, leraren, zijn ouderlijk huis en vooral zijn vader, met wie hij vaak in conflict was.

## Rolverdeling
| Acteur              | Personage       |
| ------------------- | --------------- |
| Geert Lageveen      | Hans            |
| Peter Faber         | vader van Hans  |
| Rick Nicolet        | moeder van Hans |
| Maike Meijer        | Sonja           |
| Gerard Thoolen      | verteller       |
| Herman Veerkamp     | broer van Hans  |
| Wim van der Grijn   | leraar Duits    |
| Peter Paul Muller   | Wim             |
| Cees Mooij          | Henkie          |
| Carol van Herwijnen | kapper          |
| Bianca Krijgsman    | medeleerling    |
| Cees Geel           | medeleerling    |
| Thomas Acda         | medeleerling    |
| Roef Ragas          | medeleerling    |
| Jeremy Baker        | medeleerling    |
| Gerthein Boersma    | medeleerling    |

## Achtergrond
Deze coming-of-agefilm bevat vele acteurs die aan het begin stonden van hun acteercarrière en tien jaar later populair waren bij een breed publiek. De namen van Roef Ragas, Thomas Acda, Cees Geel, Bianca Krijgsman en Peter Paul Muller komen voorbij, sommige kwamen of zaten nog op de toneelschool. Vergelijkbare Amerikaanse films die ook een Brat Pack van acteurs afleverden met klinkende namen waren The Outsiders (1983), Fast Times at Ridgemont High (1981) en School Ties (1992).
De meeste van deze bekende namen zijn te zien tijdens een flashbackscene, als medeklasleerlingen van de hoofdpersoon Hans.

## Prijzen
- Won de Nederlandse filmcriticiprijs op de Academy Awards van (1993).